# Albert Cim
Albert-Antoine Cimochowski, dit Albert Cim, né à Bar-le-Duc le 22 octobre 1845 et mort à Paris le 8 mai 1924, est un romancier, critique littéraire et bibliographe français.

## Biographie
Né d'une mère française et d'un père officier polonais réfugié en France après l'insurrection de 1830, Albert Cimochowski entame à Paris en 1861 une carrière de fonctionnaire aux Postes et télégraphes et, sous le nom d'Albert Cim, débute dans le journalisme par des articles de philologie, de critique et de bibliographie qui sont vite remarqués. Il collabore à de nombreux journaux, y compris « légers » (La Gaudriole) et tient la rubrique Revue littéraire du Radical de 1881 à 1894, puis du National de 1895 à 1897. Il participe également à la rédaction du Dictionnaire de la langue française de Littré. Parallèlement, il publie en librairie des ouvrages pour la jeunesse et des romans, qui lui valent d'être cinq fois lauréat de l'Académie française, ainsi que des études documentaires, littéraires et bibliographiques. En 1896, il devient bibliothécaire au sous-secrétariat d'État des Postes et des télégraphes. Il est également membre de la Société des gens de lettres, dont il est deux fois vice-président.

## Postérité
Une rue de Bar-le-Duc porte son nom.
Une plaque commémorative est apposée sur sa maison natale, au 3 bis, rue de la Résistance.
Il est élevé au rang de Chevalier de la Légion d'honneur

## Œuvres
- Jeunesse, mœurs de province (1880)
- Service de nuit (1885)
- Amis d'enfance (1887)
- Institution de demoiselles, mœurs parisiennes (1887)
- Deux malheureuses (1888). Texte en ligne [PDF].
- La Rue des Trois Belles (1888)
- Un coin de province (1889)
- Les Prouesses d'une fille (1890)
- Bas-Bleus (1891)
- Bonne Amie (1892)
- En pleine gloire, histoire d'une mystification (1893)
- Mes amis et moi (Paris : Hachette et Cie. Première édition : 1893, illustrée par Alexandre Ferdinandus et Slom[2] - Deuxième édition : 1905[3] - Troisième édition : 1913[4]). Texte en ligne [html] - Ouvrage disponible dans de multiples formats

- Prix Lambert 1894 de l’Académie française
- Spectacles enfantins, Texte par Albert Cim, Illustrations par Gerbault et Job, Hachette & Cie, Paris, s.d. (1893)
- Demoiselles à marier (1894)
- Joyeuse Ville (1894)
- Histoire d'un baiser (1894). Texte en ligne [PDF]
- Entre camarades (Paris : Hachette et Cie. Première édition : 1895[5] - Deuxième édition : 1914[6]). Texte en ligne [html].
- Fils unique. Le neveu de Mlle Papillon (1895). Texte en ligne [PDF].
- Le Célèbre Barastol, vie et aventures d'un commis voyageur (1896)
- Grand-Mère et Petit-fils (1896)

- Prix Montyon 1897 de l’Académie française
- Fils unique. Le Neveu de Mlle Papillon (1896)
- Césarin, histoire d'un vagabond (1897). Texte en ligne [html].
- La Petite Fée (1898)
- Jeunes Amours (1898)
- Émancipées (1899)
- Farceurs (1900)
- Mademoiselle Cœur d'Ange, histoire d'une tante, de ses neveux, de ses nièces et de ses bêtes (1900)
- Une bibliothèque : l'art d'acheter les livres, de les classer, de les conserver et de s'en servir (1902) Texte en ligne [PDF].

- Prix Montyon 1902 de l’Académie française
- Le Dîner des gens de lettres : souvenirs littéraires (1903). Texte en ligne [PDF].
- Amateurs et voleurs de livres : emprunteurs indélicats, voleurs par amour des livres, voleurs par amour de l'argent ; vols dans les bibliothèques publiques, chez les éditeurs, libraires, bouquinistes, etc. (1903. Réédition : Ides et Calendes, Neuchâtel, 1998).
- Le Petit Léveillé (1903). Texte en ligne [PDF].
- Le Roman d'un bon garçon (1904)
- Contes et souvenirs de mon pays (1904). Texte en ligne [PDF].
- Le Livre : historique, fabrication, achat, classement, usage et entretien (5 volumes, 1905-1908). Texte en ligne : tomes I et II (projet en cours) [html].

Prix Sobrier-Arnould de l’Académie française 1908
- Les Quatre Fils Hémon (Paris : Hachette, 1906)[7]. Texte en ligne [html]
- Le Chansonnier Émile Debraux, roi de la goguette, 1796-1831 (1910)[8]. Texte en ligne [html]
- Bureaux et bureaucrates, mémoires d'un employé des PTT (1910)
- La Revanche d'Absalon (1911)
- Disparu ! Histoire d'un enfant perdu (1912)
- Mes vacances : chasse à l'ours ; deux amis, le père Laverdure et son chien Finaud ; la brouette de mon grand-père ; pensionnaires !… etc., etc. (1912)
- Le Gros Lot (1913)
- Mystificateurs et mystifiés célèbres (1913)
- Les Coulisses du monde littéraire : Nina de Villard et son salon (1919)
- Les Femmes et les Livres (1919)
- Récréations littéraires. Curiosités et singularités, bévues et lapsus, etc. (1920). Texte en ligne [PDF].
- Nouvelles Récréations littéraires et historiques. Curiosités et Singularités. Bévues et Lapsus, etc. Historiens. Philosophes. Orateurs. Médecins. Politiciens. Journalistes. Ecclésiastiques. Femmes écrivains. Appendice. Coquilles typographiques (1921)
- Deux cousins (1921)
- Petit Manuel de l’amateur de livres (1923)[9]. Texte en ligne [html] - Ouvrage disponible dans de multiples formats.
- Amis d'enfance (1924).
- Le Travail intellectuel. L’ordre, la clarté, l’écriture, manies des écrivains…, Paris, Félix Alcan, coll. « Bibliothèque de philosophie contemporaine » (1924)[10]. Texte en ligne [PDF] - Texte en ligne [html].

## Source
- Éléments biographiques d'après C.-E. Curinier, Dictionnaire national des contemporains, vol. II, 1899-1919, p. 329-330